# Tranvia Ancona-Falconara Marittima
Nata come appendice extraurbana della rete tranviaria di Ancona, la tranvia Ancona-Falconara Marittima svolse un servizio capillare lungo il litorale marchigiano.
Pesantemente danneggiata dai bombardamenti del 1944, la linea non fu più ricostruita, ma sostituita dai servizi della rete filoviaria di Ancona.

## Storia

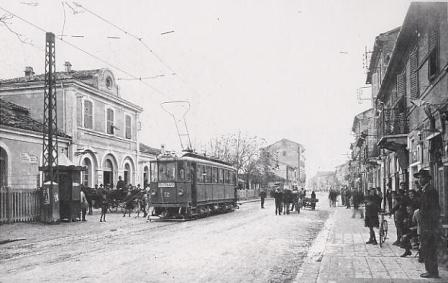
Capolinea tranviario di Falconara Marittima

A seguito dell'istanza del 3 settembre 1913 dell'Amministrazione provinciale di Ancona, diretta ad ottenere la concessione di costruire ed esercitare una tramvia elettrica, a scartamento ordinario, fra la stazione ferrovia di Ancona e l'abitato di Falconara, la realizzazione di quest'ultima venne concessa alla provincia con regio decreto n. 496 del 14 maggio 1914.
La tranvia fu aperta all'esercizio il 26 agosto 1915 a cura della Società Anonima Tranvie e Imprese Elettriche (STIE) che già aveva assunto l'esercizio della rete tranviaria urbana.
Così come per la rete urbana, nel 1933 la tranvia fu riscattata dal Comune di Ancona, che la esercitò in gestione diretta; in tale anno l'orario prevedeva 24 coppie di corse invernali e 36 estive, a conferma della vocazione turistica dell'impianto. Tale situazione perdurò fino al 1943, quando in seguito alla municipalizzazione essa fu affidata all'Azienda Tranviaria Municipale di Ancona (ATMA).
Il servizio fu bruscamente interrotto nel 1944, dopo che i pesanti bombardamenti subiti durante la Seconda guerra mondiale distrussero la maggior parte del materiale rotabile e un tratto di linea. Sostituita l'anno successivo da un autoservizio, la tranvia fu convertita in filovia nel 1952.

## Caratteristiche
|  | Continuation backward |

| Unknown route-map component "uexKBHFa" | Station on track |

| Unknown route-map component "uexBHF" | Straight track |

| Unknown route-map component "uexBHF" | Stop on track |

| Unknown route-map component "uexBHF" | Stop on track |

| Unknown route-map component "uexBHF" | Straight track |

| Unknown route-map component "uexKBHFe" | Station on track |

|  | Continuation forward |

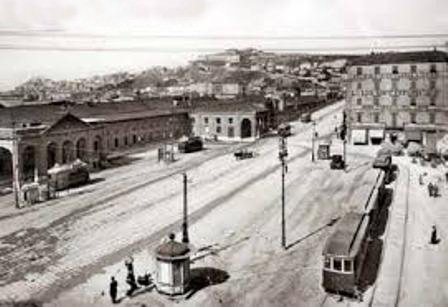
Stazione di Ancona con tram extraurbano

Il tracciato si svolgeva lungo la strada provinciale via Flamina, con rotaie tipo Phoenix da 42,8 kg/m posate in sede promiscua.
L'alimentazione della linea aerea di contatto era in corrente continua a 550 V, analogamente alla rete urbana ed era alimentata da una sottostazione elettrica da 540 kW..
Con una pendenza massima era del 15 per mille e raggi di curvatura non inferiori a 18,5 metri, la Ancona-Falconara risultava l'unica tranvia extraurbana nelle Marche a scartamento ordinario.
Il tracciato si sviluppava per 2,382 km in territorio comunale, sfruttando in buona parte il preesistente binario urbano, e misurava complessivamente 11,63 km; lungo il percorso erano presenti 25 fermate intermedie; punti d'incrocio in corrispondenza di Palombella, Torrette, Palombina Nuova, Palombina Vecchia e della Stazione ferroviaria di Falconara Marittima.

## Materiale rotabile
Per il servizio extraurbano la STIE disponeva di sei elettromotrici da 120 kW e otto rimorchiate, anch'esse a carrelli.

## Galleria d'immagini

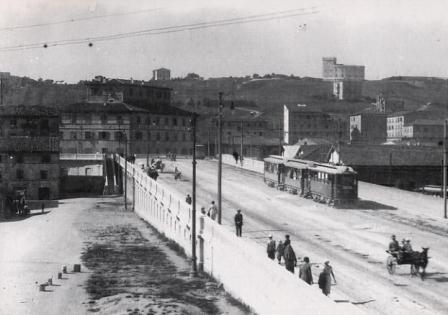
Il cavalcaferrovia di Ancona
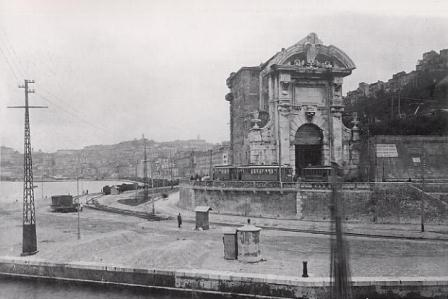
Incrocio fra tram urbani ed extraurbani a Porta Pia
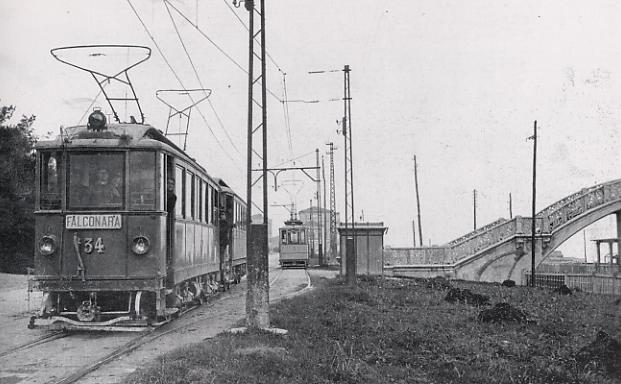
Incrocio tranviario a Palombina
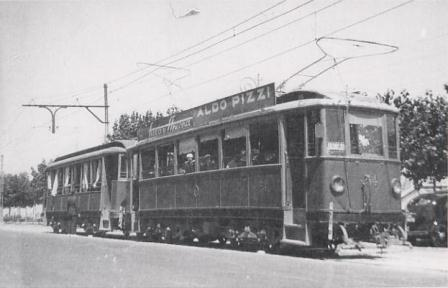
Tram davanti alla stazione di Palombina